# Odozana ochreivitta
Odozana ochreivitta là một loài bướm đêm thuộc phân họ Arctiinae, họ Erebidae.